# Campeonato Europeo de Tenis de Mesa por Equipos de 2027
El XL Campeonato Europeo de Tenis de Mesa por Equipos se celebrará en Oporto (Portugal) en el año 2027 bajo la organización de la Unión Europea de Tenis de Mesa (ETTU) y la Federación Portuguesa de Tenis de Mesa.
Las competiciones se realizarán en la Super Bock Arena de la ciudad portuguesa.